# شركة آيماكس
شركة آيماكس (بالإنجليزية: IMAX Corporation)‏ هي شركة مسرح كندية تصمم وتصنع كاميرات آيماكس وأنظمة العرض بالإضافة إلى تطوير الأفلام والإنتاج وما بعد الإنتاج والتوزيع إلى المسارح التابعة لـ IMAX في جميع أنحاء العالم. تأسست في مونتريال عام 1967، ولها مقر في منطقة تورنتو، وتعمل في مدينة نيويورك ولوس أنجلوس.
اعتبارًا من ديسمبر 2019، كان هناك 1624 مسارح IMAX تقع في 81 دولة، منها 1529 في مجمعات تجارية متعددة. وتشمل هذه الاختلافات IMAX مثل IMAX 3D و IMAX Dome و Digital IMAX. الرئيس التنفيذي هو ريتشارد جلفوند.

## وصلات خارجية
- الموقع الرسمي
- شركة آيماكس على موقع IMDb (الإنجليزية)